# Meir Shapiro

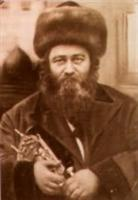
Meir Shapiro

Yehuda Meir Shapiro (nacido en Suceava, Austria-Hungría, actual Rumania, en 1887 y muerto en Lublin, Polonia en 1933) fue un prominente rabino jasídico. Es conocido sobre todo por promocionar el Daf Yomi y la fundación en 1930 de la Yeshivá Jajmei Lublin.